# Gadabay
Gadabay (azeră Gədəbəy) este un oraș din Azerbaidjan.